# Partido Progresista (Estados Unidos, 1912)

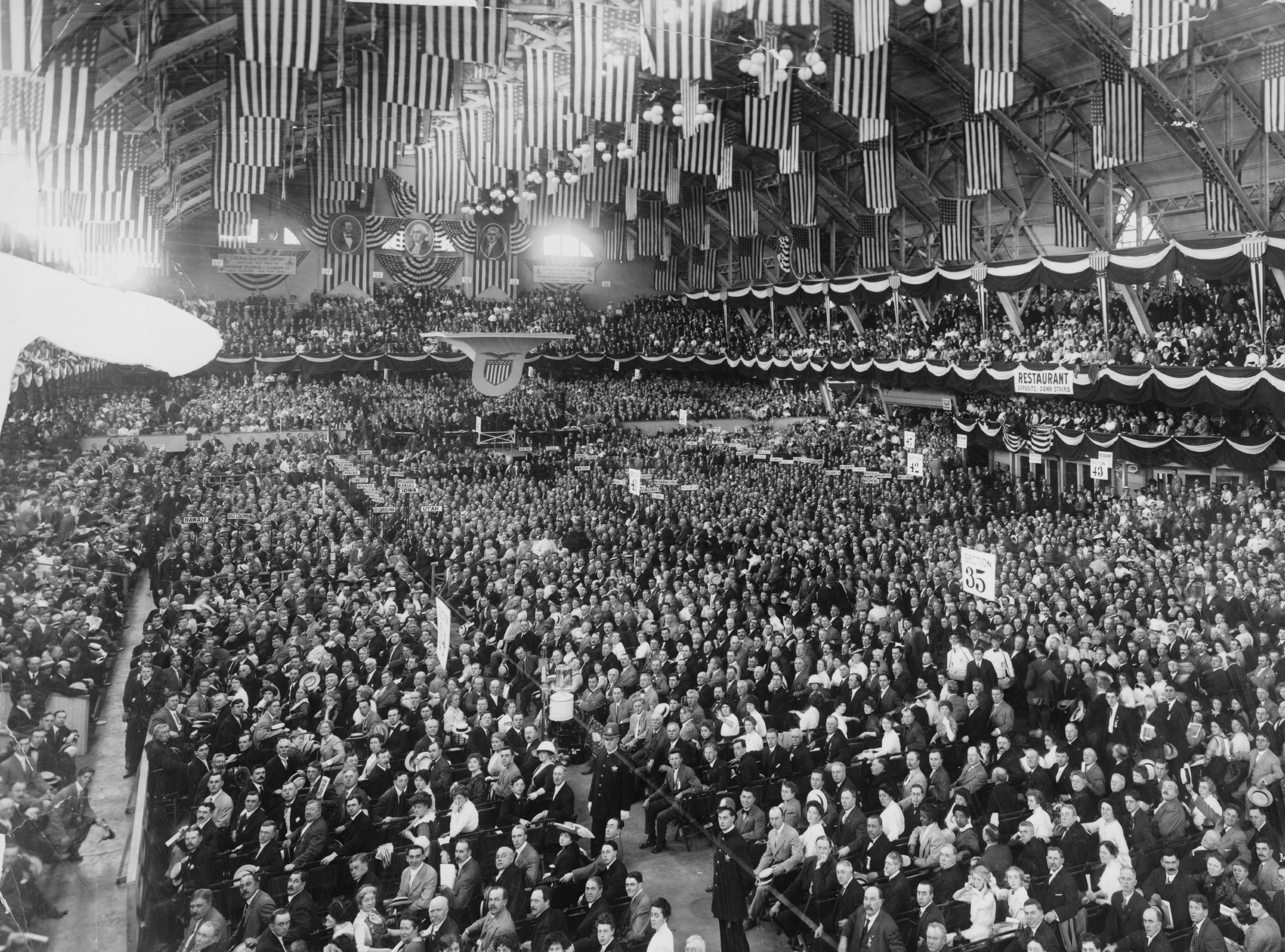
La Convención Nacional Progresiva en el Chicago Coliseum en 1912

El Partido Progresista (en inglés: Progressive Party) fue un tercer partido en los Estados Unidos formado en 1912 por el ex presidente Theodore Roosevelt después de perder la nominación presidencial del Partido Republicano ante su antiguo protegido y rival conservador, William Howard Taft. El nuevo partido era conocido por tomar posiciones avanzadas sobre reformas progresistas y populistas y por atraer a los principales reformadores nacionales. Después de la derrota del partido en las elecciones presidenciales de 1912, entró en rápido declive en las elecciones hasta 1918, desapareciendo en 1920. El Partido Progresista fue apodado popularmente como el " Partido Bull Moose " cuando Roosevelt se jactó de sentirse "fuerte como un toro alce " después de perder la nominación republicana en junio de 1912 en la convención de Chicago.
Como miembro del Partido Republicano, Roosevelt había sido presidente desde 1901 hasta 1909, volviéndose cada vez más progresista en los últimos años de su presidencia. En las elecciones presidenciales de 1908, Roosevelt ayudó a asegurar que el Secretario de Guerra Taft lo sucediera. Aunque Taft asumió el cargo decidido a promover la agenda doméstica del Square Deal de Roosevelt, tropezó gravemente durante el debate sobre la Ley de Tarifas Payne-Aldrich y la controversia Pinchot-Ballinger. Las consecuencias políticas de estos eventos dividieron al Partido Republicano y alejaron a Roosevelt de su antiguo amigo. El líder republicano progresista Robert M. La Follette ya había anunciado un desafío a Taft para la nominación republicana de 1912, pero muchos de sus partidarios se trasladaron a Roosevelt después de que el expresidente decidiera buscar un tercer mandato presidencial, que estaba permitido por la Constitución antes de la ratificación de la Vigésima Segunda Enmienda. En la Convención Nacional Republicana de 1912, Taft derrotó por estrecho margen a Roosevelt por la nominación presidencial del partido. Después de la convención, Roosevelt, Frank Munsey, George Walbridge Perkins y otros republicanos progresistas establecieron el Partido Progresista y nominaron a Roosevelt e Hiram Johnson de California en la Convención Nacional Progresista de 1912. El nuevo partido atrajo a varios funcionarios republicanos, aunque casi todos permanecieron leales al Partido Republicano.
La plataforma del partido se basó en el programa doméstico Square Deal de Roosevelt y pidió varias reformas progresistas. La plataforma afirmó que "disolver la alianza impía entre los negocios corruptos y la política corrupta es la primera tarea de los estadistas del momento". Las propuestas de la plataforma incluían restricciones a las contribuciones al financiamiento de campañas, una reducción de la tarifas y el establecimiento de un sistema de seguro social, una jornada laboral de ocho horas y el sufragio femenino. El partido estaba dividido sobre la regulación de las grandes corporaciones, con algunos miembros del partido decepcionados porque la plataforma no contenía un llamado más fuerte para " romper la confianza ". Los miembros del partido también tenían diferentes puntos de vista sobre la política exterior, con pacifistas como Jane Addams que se oponían al llamado de Roosevelt para una construcción naval.
En las elecciones de 1912, Roosevelt ganó el 27,4% del voto popular en comparación con el 23,2% de Taft, lo que convirtió a Roosevelt en el único candidato presidencial de un tercer partido que terminó con una participación más alta en el voto popular que el candidato presidencial de un partido importante. Tanto Taft como Roosevelt terminaron detrás del nominado demócrata Woodrow Wilson, quien ganó el 41,8% del voto popular y la gran mayoría del voto electoral. Los progresistas eligieron a varios candidatos legislativos estatales y del Congreso, pero la elección estuvo marcada principalmente por los logros demócratas. La Convención Nacional Progresista de 1916 se celebró junto con la Convención Nacional Republicana de 1916 con la esperanza de reunir a los partidos con Roosevelt como candidato presidencial de ambos. El Partido Progresista colapsó después de que Roosevelt rechazara la nominación Progresista e insistiera en que sus seguidores votaran por Charles Evans Hughes, el candidato republicano moderadamente progresista. La mayoría de los progresistas se unieron al Partido Republicano, pero algunos se convirtieron al Partido Demócrata y progresistas como Harold L. Ickes desempeñarían un papel en la administración del presidente Franklin D. Roosevelt. En 1924, La Follette creó otro Partido Progresista para su carrera presidencial. Un tercer Partido Progresista se estableció en 1948 para la campaña presidencial del ex vicepresidente Henry A. Wallace.

## Nacimiento de un nuevo partido

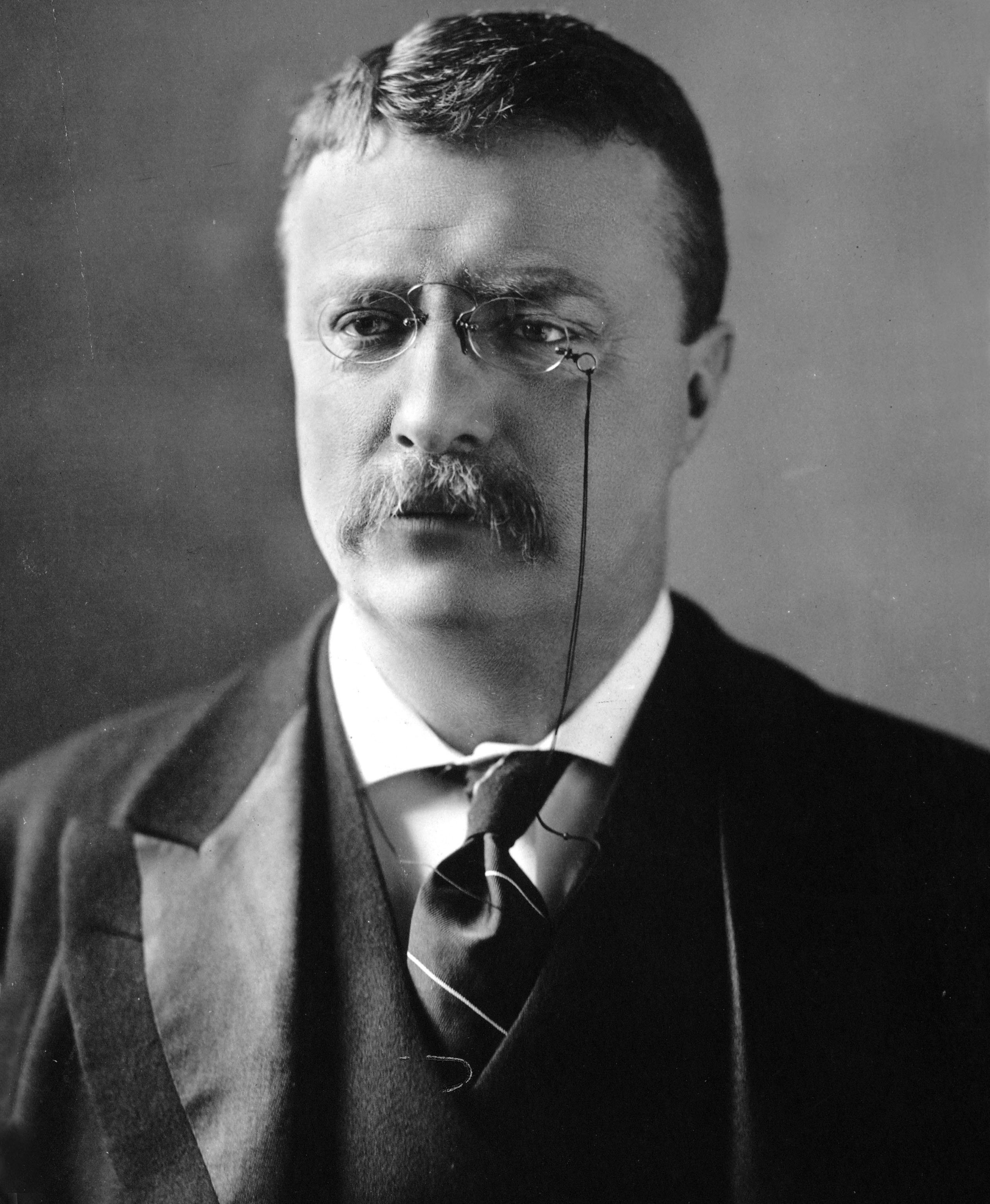
Theodore Roosevelt fue el fundador del Partido Progresista y, por lo tanto, a menudo se lo asocia con el partido.

Roosevelt dejó la presidencia en 1909. Había elegido a Taft, su Secretario de Guerra, para sucederlo como candidato presidencial y Taft ganó fácilmente las elecciones presidenciales de 1908. Sin embargo, se sintió decepcionado por las políticas cada vez más conservadoras que desarrollo durante su gobierno. Taft molestó a Roosevelt cuando utilizó la Ley Antimonopolio Sherman para demandar a US Steel por una acción que el presidente Roosevelt había aprobado explícitamente. Se volvieron abiertamente hostiles y Roosevelt decidió buscar la presidencia. Entró tarde en la campaña porque Taft ya estaba siendo desafiado por el líder progresista, el senador Robert La Follette de Wisconsin. La mayoría de los partidarios de La Follette cambiaron a Roosevelt, dejando al senador de Wisconsin amargado.
Nueve de los estados donde las ideas progresistas eran más fuertes habían establecido primarias de preferencia, que ganó Roosevelt, pero Taft había trabajado mucho más duro que Roosevelt para controlar las operaciones organizativas del Partido Republicano y el mecanismo para elegir a su candidato presidencial, la Convención Nacional Republicana de 1912. Por ejemplo, compró los votos de los delegados de los estados del sur, copiando la técnica que utilizó el propio Roosevelt en 1904. La Convención Nacional Republicana rechazó las protestas de Roosevelt. Él y sus seguidores se retiraron y la convención volvió a nominar a Taft. Al día siguiente, los partidarios de Roosevelt se reunieron para formar un nuevo partido político propio. El gobernador de California, Hiram Johnson, se convirtió en su presidente y se programó una nueva convención para agosto. La mayor parte de la financiación provino de patrocinadores adinerados, Frank A. Munsey aportó 135 000 dólares; y George W. Perkins, director de US Steel y presidente de International Harvester Company, aportó 130 000 dólares y se convirtió en su secretario ejecutivo. La familia de Roosevelt dio $77 500 y otros dieron $164 000. El total fue de casi $600 000, mucho menos que los partidos principales.
El historiador Jonathan Lurie señala que los académicos suelen identificar a Roosevelt como el líder más identificado con el conservadurismo progresista. Roosevelt dijo que "siempre había creído que el progresismo sabio y el conservadurismo sabio van de la mano". Sin embargo, Taft y sus seguidores a menudo aclamaban a Taft como el modelo conservador progresista y el propio Taft dijo que era "un creyente en el conservadurismo progresista". Cuatro décadas después, Dwight D. Eisenhower se declaró a sí mismo un defensor del "conservadurismo progresista".

## Plataforma y convención progresistas
La convención de agosto se inauguró con gran entusiasmo. Asistieron más de 2.000 delegados, incluidas muchas mujeres. En 1912, ni Taft ni Wilson respaldaron el sufragio femenino a nivel nacional. La notable sufragista y trabajadora social Jane Addams pronunció un discurso de apoyo a la nominación de Roosevelt, pero él insistió en excluir a los republicanos negros del sur (a quienes consideraba un elemento corrupto e ineficaz). Sin embargo, alienó a los partidarios sureños blancos en vísperas de las elecciones cenando públicamente con negros en un hotel de Rhode Island. Roosevelt fue nominado, con Johnson como su compañero de fórmula.
El trabajo principal de la convención fue la plataforma, que presentó el atractivo del nuevo partido a los votantes. Incluyó una amplia gama de reformas sociales y políticas defendidas durante mucho tiempo por los progresistas. Hablaba con fervor casi religioso y el propio candidato prometía: "Nuestra causa se basa en el principio eterno de la justicia; y aunque nosotros, que ahora lideramos, fracasemos por el momento, al final la causa misma triunfará".

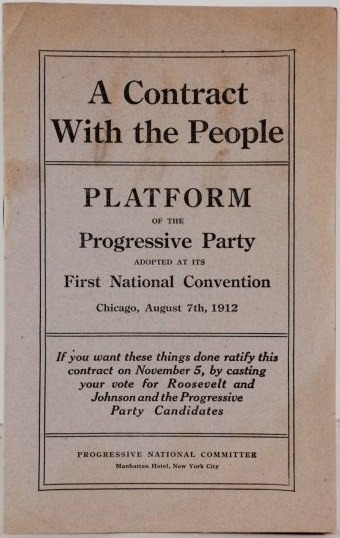
Folleto de campaña de 16 páginas con la plataforma del nuevo Partido Progresista

El tema principal de la plataforma fue revertir el dominio de la política por los intereses comerciales, que supuestamente controlaban al Partido Republicano y al Demócrata por igual. La plataforma afirmó:

Destruir este Gobierno invisible, disolver la alianza impía entre los negocios corruptos y la política corrupta es la primera tarea de los estadistas del momento.

Con ese fin, la plataforma pidió:
- Límites estrictos y requisitos de divulgación sobre las contribuciones a campañas políticas
- Registro de cabilderos
- Grabación y publicación de las actas de las comisiones del Congreso

En el ámbito social, la plataforma pidió:
- Un servicio de salud nacional que incluya todas las agencias médicas gubernamentales existentes.
- Seguro social, para ayudar a los ancianos, los desempleados y los discapacitados.
- Limitar la capacidad de los jueces para ordenar medidas cautelares para limitar las huelgas laborales
- Una ley de salario mínimo para mujeres
- Una jornada laboral de ocho horas
- Una comisión federal de valores
- Alivio agrícola
- Compensación para trabajadores por lesiones relacionadas con el trabajo
- Un impuesto a la herencia

Las reformas políticas propuestas incluyeron:
- Sufragio de las mujeres
- Elección directa de senadores
- Elecciones primarias para nominaciones estatales y federales
- Enmienda más fácil de la Constitución de los Estados Unidos[15][16][17]

La plataforma también instó a los estados a adoptar medidas para la " democracia directa ", que incluyen:
- La elección de revocación (los ciudadanos pueden destituir a un funcionario electo antes del final de su mandato)
- El referéndum (los ciudadanos pueden decidir sobre una ley por voto popular)
- La iniciativa (los ciudadanos pueden proponer una ley a petición y promulgarla por votación popular)
- Revocatoria judicial (cuando un tribunal declara inconstitucional una ley, los ciudadanos pueden anular esa decisión mediante voto popular)

Además de estas medidas, la plataforma pidió reducciones en los aranceles y limitaciones a los armamentos navales por acuerdo internacional. La plataforma también pidió vagamente la creación de un servicio nacional de salud, lo que hace que Roosevelt sea probablemente el primer político importante en pedir una reforma del sistema de salud.
La mayor controversia en la convención fue sobre la sección de la plataforma que trata sobre fideicomisos y monopolios. La convención aprobó una fuerte tabla de "romper la confianza", pero Perkins la reemplazó con un lenguaje que hablaba sólo de " regulación nacional fuerte" y "supervisión federal activa permanente" de las grandes corporaciones. Esta retirada sorprendió a reformadores como Pinchot, quien culpó a Perkins. El resultado fue una profunda división en el nuevo partido que nunca se resolvió.
La plataforma en general expresó el " Nuevo Nacionalismo " de Roosevelt, una extensión de su filosofía anterior del Square Deal. Pidió nuevas restricciones al poder de los jueces federales y estatales junto con un poder ejecutivo fuerte para regular la industria, proteger a las clases trabajadoras y llevar a cabo grandes proyectos nacionales. Este Nuevo Nacionalismo era paternalista, en contraste directo con la filosofía individualista de Wilson de " Nueva Libertad ". Sin embargo, una vez elegido, el programa real de Wilson se parecía a las ideas de Roosevelt, además de la noción de controlar a los jueces.
Roosevelt también favoreció una política exterior vigorosa, incluido un fuerte poder militar. Aunque la plataforma pedía limitar el armamento naval, también recomendaba la construcción de dos nuevos acorazados por año, para gran angustia de pacifistas absolutos como Jane Addams.

## Elecciones

### 1912

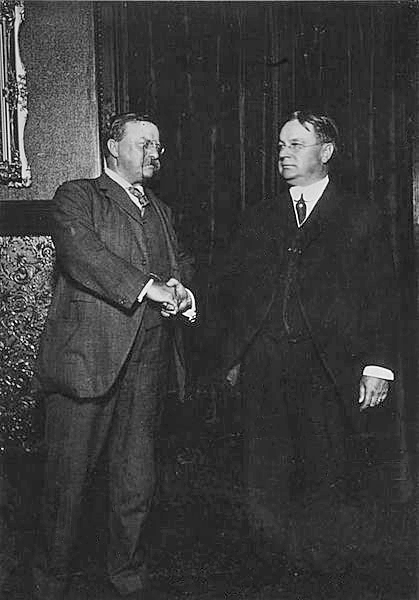
Roosevelt e Hiram Johnson después de la nominación

Roosevelt llevó a cabo una campaña vigorosa, pero la campaña fue escasa de dinero ya que los intereses comerciales que habían apoyado a Roosevelt en 1904 respaldaron a los otros candidatos o se mantuvieron neutrales. Roosevelt también estaba en desventaja porque ya había cumplido casi dos mandatos completos como presidente y, por lo tanto, estaba desafiando la regla no escrita de "no tercer mandato".
Al final, Roosevelt estuvo muy lejos de ganar. Obtuvo 4,1 millones de votos: 27%, muy por detrás del 42% de Wilson, pero por delante del 23% de Taft (el 6% fue para el socialista Eugene Debs ). Roosevelt recibió 88 votos electorales, en comparación con 435 de Wilson y 8 de Taft. Sin embargo, esta fue la mejor demostración de un partido tercero desde que se estableció el moderno sistema bipartidista en 1864. Roosevelt fue el único candidato de un tercer partido que superó a un candidato de un partido establecido.

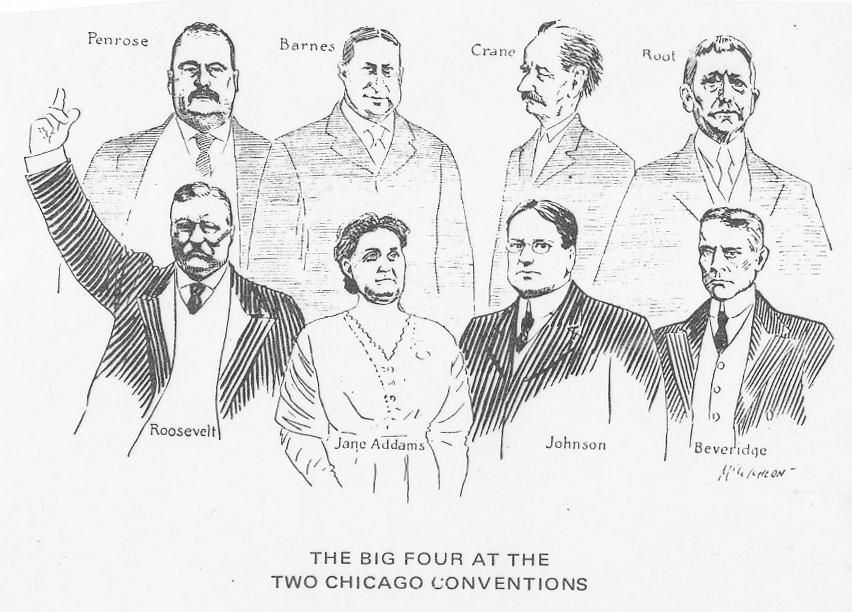
La caricatura Pro-Roosevelt contrasta a los jefes del Partido Republicano en la última fila y a los reformadores del Partido Progresista al frente

Muchos historiadores han llegado a la conclusión de que la división republicana fue esencial para permitir que Wilson ganara la presidencia. Otros argumentan que incluso sin la división, Wilson habría ganado (como lo hizo en 1916).
Además de la campaña presidencial de Roosevelt, cientos de otros candidatos buscaron cargos como progresistas en 1912.
El 14 de octubre de 1912, mientras Roosevelt estaba haciendo campaña en Milwaukee, Wisconsin, un tabernero de Nueva York, John Flammang Schrank, le disparó, pero la bala se alojó en su pecho solo después de atravesar su estuche de acero para anteojos y un sencillo de 50 páginas. copia doblada del discurso titulado " Causa progresiva más grande que cualquier individuo ", que debía pronunciar, llevado en el bolsillo de su chaqueta. Schrank fue inmediatamente desarmado, capturado y podría haber sido linchado si Roosevelt no le hubiera gritado a Schrank que permaneciera ileso. Roosevelt aseguró a la multitud que estaba bien, luego ordenó a la policía que se hiciera cargo de Schrank y se asegurara de que no se le hiciera violencia. Como cazador y anatomista experimentado, Roosevelt concluyó correctamente que, dado que no tosía sangre, la bala no había llegado a su pulmón y rechazó las sugerencias de ir al hospital de inmediato. En cambio, pronunció su discurso programado con sangre filtrándose en su camisa. Habló durante 90 minutos antes de completar su discurso y aceptar atención médica. Sus comentarios iniciales a la multitud reunida fueron: "Damas y caballeros, no sé si comprenden completamente que me acaban de disparar, pero se necesita más que eso para matar a un Bull Moose". Posteriormente, las sondas y una radiografía mostraron que la bala se había alojado en el músculo del pecho de Roosevelt, pero no penetró en la pleura. Los médicos concluyeron que sería menos peligroso dejarlo en su lugar que intentar quitarlo y Roosevelt llevó la bala con él por el resto de su vida.
Tanto Taft como el candidato demócrata Woodrow Wilson suspendieron su propia campaña hasta que Roosevelt se recuperó y reanudó la suya. Cuando se le preguntó si el tiroteo afectaría su campaña electoral, dijo al reportero "Estoy en forma como un alce", lo que inspiró el emblema del partido. Pasó dos semanas recuperándose antes de regresar a la campaña. A pesar de su tenacidad, Roosevelt finalmente perdió su intento de reelección.
En California, el Partido Republicano estatal estaba controlado por el gobernador y aliado de Roosevelt, Hiram Johnson, el candidato a vicepresidente, por lo que los progresistas se quedaron con la etiqueta republicana (con una excepción).
La mayoría de los candidatos progresistas estaban en Nueva York, Ohio, Indiana, Illinois y Massachusetts. Solo unos pocos estaban en el sur.
Los candidatos progresistas menores generalmente obtuvieron entre el 10% y el 30% de los votos. Nueve progresistas fueron elegidos para la Cámara y ninguno ganó la gobernación.
Algunos historiadores especulan que si el Partido Progresista hubiera presentado solo la candidatura presidencial de Roosevelt, podría haber atraído a muchos más republicanos dispuestos a dividir su voto, pero el movimiento progresista era más fuerte a nivel estatal, por lo que el nuevo partido había presentado candidatos para gobernador y legislatura estatal. En Pittsburgh, Pensilvania, el jefe republicano local, en desacuerdo con los líderes estatales del partido, se unió a la causa de Roosevelt. A pesar de esto, alrededor de 250 progresistas fueron elegidos para cargos locales. Los demócratas obtuvieron muchos escaños en la legislatura estatal, lo que les dio 10 escaños adicionales en el Senado de los Estados Unidos; también obtuvieron 63 escaños en la Cámara de Representantes.

### 1914
A pesar del segundo puesto en 1912, el Partido Progresista no desapareció de inmediato. Ciento treinta y ocho candidatos, incluidas mujeres, se postularon para la Cámara de los Estados Unidos como progresistas en 1914 y 5 fueron elegidos. Sin embargo, casi la mitad de los candidatos no consiguieron más del 10% de los votos.
Gifford Pinchot quedó en segundo lugar en las elecciones al Senado de Pensilvania, con el 24% de los votos.
A Hiram Johnson se le negó el nombramiento de gobernador como republicano; se postuló como progresista y fue reelegido. Otros siete progresistas se postularon para gobernador; ninguno obtuvo más del 16%. Algunos partidos estatales se mantuvieron bastante fuertes. En Washington, los progresistas ganaron un tercio de los escaños en la legislatura del estado de Washington.

### 1916
El empresario de Luisiana John M. Parker se postuló para gobernador como progresista a principios de año, ya que el Partido Republicano era profundamente impopular en Luisiana. Parker obtuvo un respetable 37% de los votos y fue el único progresista que se postuló para gobernador ese año.
Más tarde ese año, el partido celebró su segunda convención nacional, en conjunto con la Convención Nacional Republicana, ya que esto fue para facilitar una posible reconciliación. Cinco delegados de cada convención se reunieron para negociar y los progresistas querían reunirse con Roosevelt como nominado, a lo que los republicanos se oponían rotundamente. Mientras tanto, Charles Evans Hughes, un progresista moderado, se convirtió en el favorito en la convención republicana. Había estado en la Corte Suprema en 1912 y, por lo tanto, fue completamente neutral en los amargos debates de ese año. Los progresistas sugirieron a Hughes como candidato de compromiso, luego Roosevelt envió un mensaje proponiendo al senador conservador Henry Cabot Lodge. Los progresistas sorprendidos inmediatamente nominaron a Roosevelt nuevamente, con Parker como el candidato a vicepresidente. Roosevelt se negó a aceptar la nominación y respaldó a Hughes, quien fue aprobado inmediatamente por la convención republicana.
Los restos del partido progresista nacional se desintegraron rápidamente. La mayoría de los progresistas se volvieron hacia el Partido Republicano, incluido Roosevelt, quien se quedó perplejo por Hughes; e Hiram Johnson, quien fue elegido al Senado como republicano. Algunos líderes, como Harold Ickes de Chicago, apoyaron a Wilson.

### 1918
Todos los progresistas restantes en el Congreso se reincorporaron al Partido Republicano, excepto Whitmell Martin, quien se convirtió en demócrata. Ningún candidato se postuló como progresista para gobernador, senador o representante.

### Años después
De 1916 a 1932, el ala Taft controló el Partido Republicano y se negó a nominar a ningún progresista prominente de 1912 para la lista nacional republicana. Finalmente, Frank Knox fue nominado a vicepresidente en 1936.
El dominio relativo del Partido Republicano por parte de los conservadores dejó a muchos ex progresistas sin una afiliación real hasta la década de 1930, cuando la mayoría se unió a la coalición del Partido Demócrata del New Deal del presidente Franklin D. Roosevelt.

## Historia electoral

### En elecciones presidenciales
| Elección | Candidato          | Compañero de carrera | Votos     | Votos % | Votos electorales | +/- | Resultado de la elección |
| -------- | ------------------ | -------------------- | --------- | ------- | ----------------- | --- | ------------------------ |
| 1912     | Theodore Roosevelt | Hiram Johnson        | 4.122.721 | 27,4    | 88/531            | 88  | Victoria demócrata       |
| 1916     | Theodore Roosevelt | John M. Parker       | 33,406    | 0,2     | 0/531             | 88  | Victoria demócrata       |

## Titulares de cargos del Partido Progresista
| Posición            | Nombre                 | Estado               | Fechas ocupadas en el cargo                            |
| ------------------- | ---------------------- | -------------------- | ------------------------------------------------------ |
| Representante       | James W. Bryan         | Washington           | 1913-1915                                              |
| Gobernador          | Joseph M. Carey        | Wyoming              | 1911-1912 como demócrata, 1912-1915 como progresista   |
| Representante       | Walter M. Chandler     | Nueva York           | 1913-1919                                              |
| Representante       | Ira Clifton Copley     | Illinois             | 1915-1917 como progresista                             |
| Representante       | John Elston            | California           | 1915-1917 como progresista, 1917-1921 como republicano |
| Teniente gobernador | John Morton Eshleman   | California           | 1915-1917                                              |
| Representante       | Jacob Falconer         | Washington           | 1913-1915                                              |
| Representante       | William H. Hinebaugh   | Illinois             | 1913-1915                                              |
| Representante       | Willis J. Hulings      | Pensilvania          | 1913-1915                                              |
| Gobernador          | Hiram Johnson          | California           | 1911-1915 como republicano, 1915-1917 como progresista |
| Representante       | Melville Clyde Kelly   | Pensilvania          | 1917-1919 como progresista, 1919-1935 como republicano |
| Representante       | William MacDonald      | Míchigan             | 1913-1915                                              |
| Representante       | Whitmell Martin        | Luisiana             | 1915-1919 como progresista, 1919-1929 como demócrata   |
| Senador             | Miles Poindexter       | Washington           | 1913-1915                                              |
| Representante       | William Stephens       | California           | 1913–1917                                              |
| Representante       | Templo de Henry Wilson | Pensilvania          | 1913-1915                                              |
| Representante       | Roy Woodruff           | Míchigan             | 1913-1915                                              |
| Tesorero del estado | Homer D. Call          | Nueva York           | 1914                                                   |
| Alcalde             | Louis Will             | Siracusa, Nueva York | 1914-1916                                              |
| Representante       | Parley P. Christensen  | Utah                 | 1914-1916                                              |

## Lectura adicional
- Broderick, Francis L. Progressivism at risk: Electing a President in 1912 (Praeger, 1989).
- Chace, James. 1912: Wilson, Roosevelt, Taft & Debs—the Election That Changed the Country (2004).
- Cowan, Geoffrey. Let the People Rule: Theodore Roosevelt and the Birth of the Presidential Primary (2016).
- Delahaye, Claire. "The New Nationalism and Progressive Issues: The Break with Taft and the 1912 Campaign," in Serge Ricard, ed., A Companion to Theodore Roosevelt (2011) pp. 452–467. online Archivado el 14 de diciembre de 2020 en Wayback Machine..
- DeWitt, Benjamin P. The Progressive Movement: A Non-Partisan, Comprehensive Discussion of Current Tendencies in American Politics (1915).
- Flehinger, Brett. The 1912 Election and the Power of Progressivism: A Brief History with Documents (Bedford/St. Martin's, 2003).
- Gable, John A. The Bullmoose Years: Theodore Roosevelt and the Progressive Party. Port Washington, NY: Kennikat Press, 1978.
- Gould, Lewis L. Four hats in the ring: The 1912 election and the birth of modern American politics (University Press of Kansas, 2008).
- Jensen, Richard. "Theodore Roosevelt" in Encyclopedia of Third Parties (ME Sharpe, 2000). pp. 702–707.
- Kraig, Robert Alexander. "The 1912 Election and the Rhetorical Foundations of the Liberal State". Rhetoric and Public Affairs (2000): 363–395.
- Milkis, Sidney M., and Daniel J. Tichenor. "'Direct Democracy' and Social Justice: The Progressive Party Campaign of 1912". Studies in American Political Development 8#2 (1994): 282–340.
- Milkis, Sidney M. Theodore Roosevelt, the Progressive Party, and the Transformation of American Democracy. Lawrence, KS: University Press of Kansas, 2009.
- Mowry, George E. The Era of Theodore Roosevelt and the Birth of Modern America. New York: Harper and Row, 1962.
- Painter, Carl, "The Progressive Party In Indiana", Indiana Magazine of History, vol. 16, no. 3 (Sept. 1920), pp. 173–283.
- Pietrusza, David, "TR's Last War: Theodore Roosevelt, the Great War, and a Journey of Triumph and Tragedy". (Guilford [CT]: Lyons Press, 2018).
- Pinchot, Amos. What's the Matter with America: The Meaning of the Progressive Movement and the Rise of the New Party. n.c.: Amos Pinchot, 1912.
- Pinchot, Amos. History of the Progressive Party, 1912–1916. Introduction by Helene Maxwell Hooker. (New York University Press, 1958).
- Roosevelt, Theodore. Bull Moose on the Stump: The 1912 Campaign Speeches of Theodore Roosevelt Ed. Lewis L. Gould. (UP of Kansas, 2008).
- Selmi, Patrick. "Jane Addams and the Progressive Party Campaign for President in 1912". Journal of Progressive Human Services 22.2 (2011): 160–190.